# Ta’ Dmejrek
Der Ta’ Dmejrek ist mit 253 m der höchste Berg bzw. die höchste Erhebung des Inselstaates Malta und befindet sich an der Südküste der Hauptinsel Malta gelegenen Dingli Cliffs. Diese Stelle befindet sich in der Nähe des Ortes Dingli sowie der Clapham Junction, einer prähistorischen Anhäufung von Schleifspuren.